# Lumnezia
Lumnezia (Duits: Lugnez) is een gemeente en een dal in het Zwitserse district Surselva dat behoort tot het kanton Graubünden. Lumnezia heeft 2118 inwoners.

## Fusie
Lumnezia is een fusiegemeente die op 1 januari 2013 is ontstaan door het samenvoegen van de gemeenten Cumbel, Degen, Lumbrein, Morissen, Suraua, Vignogn, Vella en Vrin.

## Geografie
De gemeente Lumnezia heeft een oppervlakte van 165.48 vierkante kilometer en grenst aan de gemeenten Blenio, Ilanz/Glion, Medel, Obersaxen Mundaun, Safiental, Sumvitg en Vals.